# El dux Leonardo Loredan
El dux Leonardo Loredan és un quadre pintat per Giovanni Bellini cap al 1501-1504 i que actualment està exposat al National Gallery de Londres.

## Descripció
Bellini va realitzar aquest retrat probablement poc després de l'elecció del dux Leonardo Loredan, governador de la República de Venècia. El seu vestit de cerimònies denota les influències orientals que des de sempre havia tingut la ciutat. La seda de Damasc, teixida amb fils d'or, té un brodats detallats minuciosament pel pintor, ressaltant la textura de la tela i els efectes de la llum sobre ella. El quadre adquireix així unes propietats tàctils molt pròpies de la tradició veneciana.
La cara del dux expressa un realisme que inaugura el que serà una tradició pròpia de Venècia: el gènere del retrat. L'homogeneïtat de la llum i dels fons del quadre contribueixen a l'ambient vaporós i càlid de l'escena, que es veu accentuat per l'ús de la pintura a l'oli. Aquesta tècnica permetia crear un pigment molt espès que, disposat adequadament sobre la superfície de la tela, la feia aparèixer marcadament rugosa.